# Johann Philipp Fabrizius
Johann Philipp Fabrizius (* 22. Januar 1711 in Cleeberg, Hessen; † 23. Januar 1791 in Madras, Indien) war ein deutscher evangelischer Missionar in Indien, lutherischer Pastor in Madras und Erforscher und Übersetzer der Tamilsprache.

## Leben und Wirken
Fabrizius war eines von acht Kindern des Reinhard, eines hessischen Amtmannes. Er studierte ab 1728 Jura an der Universität in Gießen, wo er vom pietistischen Professor Jakob Rambach stark beeinflusst wurde. 1732 wurde er Privatlehrer bei seinem Bruder im Geburtsort, und 1736 Lehrer am Waisenhaus in Glaucha bei Halle an der Saale, wo er nebenbei Theologie studierte und zur Mission berufen wurde. Er wurde am 23. Oktober 1739 in Kopenhagen ordiniert, und er reiste am 17. November 1740 nach London ab und kam als evangelisch-lutherischer Missionar der Dänisch-Halleschen Mission am 28. August 1741 im südindischen Cuddalore an. Seit 1742 lebte und arbeitete er vor allem als Gemeindepastor und Prediger im Quartier Vepery in Madras, wo er eine tamilisch-lutherische Gemeinde leitete. 30 Jahre wirkte er dort, und seine Kirchgemeinde wuchs von 300 auf 2.200 Mitglieder. Die harte Konkurrenz der Kolonialmächte England und Frankreich bewirkte jedoch auch Schwierigkeiten und Notsituationen in seinem Leben in Indien. So marschierten 1761 Streitkräfte der British East India Company in der südindischen Stadt und französischen Kolonie Puducherry ein. Eine Druckerei wurde von dort nach Madras gebracht, die Druckerpresse wurde Fabricius gegeben, damit er seine Schriften und die der Company drucken würde. Kurz darauf wurde in Madras auch eine eigene Papierproduktion aufgebaut.
Dank seiner außerordentlichen Sprachbegabung schrieb er eine tamilische Grammatik und ein tamilisch-englisches Lexikon und Wörterbuch mit 9000 tamilischen Wörtern und Ausdrücken, die 1779 gedruckt wurden und die noch heute Gültigkeit haben. Ferner übersetzte er viele Kirchenlieder aus dem Deutschen, 1774 konnte ein Gesangbuch mit 335 tamilischen Hymnen gedruckt werden. 
Fabricius übersetzte 1750 das Neue Testament in die Tamilsprache. Als Vorlage verwendete er die erste Übersetzung von Bartholomäus Ziegenbalg von 1713. 1758 konnte es gedruckt werden, aber erst der Nachdruck von 1766 war vollständig sein Werk. 1756 begann er das Alte Testament zu übersetzen, noch im gleichen Jahr kam eine erste Version der Psalmen heraus. Erst nach seinem Tod 1796 und 1798 wurde seine Übersetzung der Bibel gedruckt, die in revidierter Form noch heute in Gebrauch ist.
Seine letzten Jahre in Madras waren auch von Misswirtschaft und Verschuldung geprägt, da er aus Gutgläubigkeit Bürge geworden war. 1778 musste er deswegen ins Gefängnis. Christian Wilhelm Gericke, der seine Arbeit übernommen hatte, konnte kurz vor seinem Tod eine Freilassung für Fabrizius bewirken.

## Werke
- Hymnologien Deutsch-Tamil, 1763 (5 Ausgaben bis 1791).
- A Malabar and English Dictionary, Madras 1779 (16 Ausgaben bis 1972).
- The grammar for learning the principles of the Malabar Language, properly called Tamul or Tamulian Language, The English Missionaries of Madras, Vepery 1789, mit Johann Christian Breithaupt.